# Piccard-Brücke

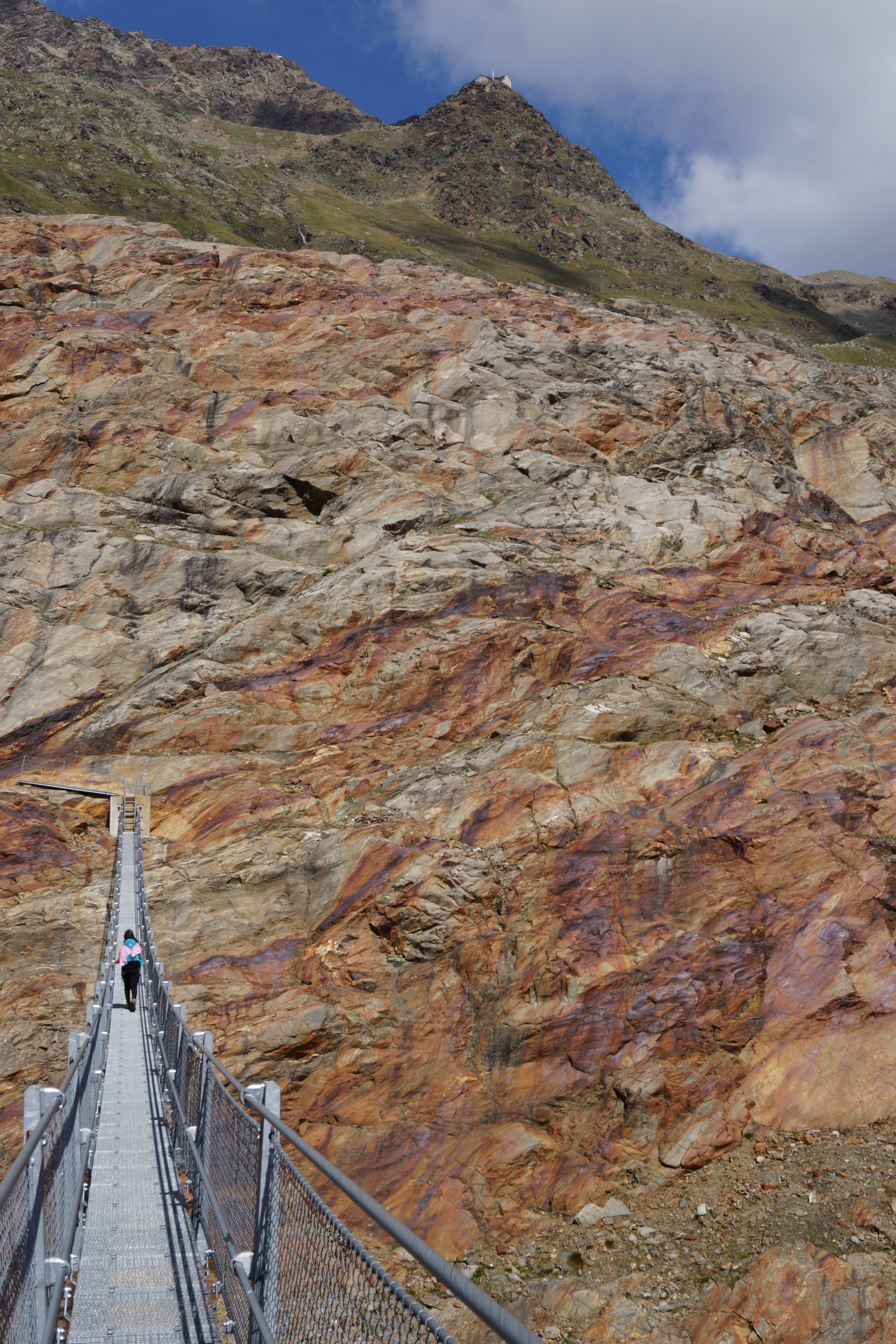
Blick über die Piccard-Brücke von ihrem orographisch rechten Lager hinauf zum Ramolhaus.

Die Piccard-Brücke ist eine Hängebrücke in den Ötztaler Alpen. Sie befindet sich im hinteren Gurgler Tal des österreichischen Landes Tirol auf einer Höhe von 2480 m ü. A. und ist 142 Meter lang.
Die Brücke wurde im Jahr 2017 erbaut, da durch den Rückgang des Gurgler Ferners die Talquerung für Wanderer immer schwieriger wurde und so eine Verbindung zwischen dem Ramolhaus auf der Westseite und der Langtalereckhütte sowie dem Hochwildehaus auf der Ostseite gesichert werden konnte. Den Namen erhielt sie, weil hier im Jahr 1931 – als der Gletscher noch größer war – Auguste Piccard mit einem Ballon notlanden musste.
Die Brücke wird inzwischen auch gern für eine Rundwanderung von Obergurgl genutzt. Will man das Ramolhaus miteinbeziehen, ist eine Übernachtung dort oder am Langtalereck zu empfehlen; das Hochwildehaus ist wegen Erdbewegungen seit einigen Jahren geschlossen.

## Nachweis
1. ↑  Lage der Brücke auf «Austrian Map».

Koordinaten: 46° 49′ N, 10° 59′ O